# خودریگو سانتورو
خودریگو ژونکرا دوس رِئیس سانتورو (به پرتغالی: Rodrigo Junqueira dos Reis Santoro) (زاده ۲۲ اوت ۱۹۷۵) بازیگر و صداپیشه برزیلی است. او بیشتر برای ایفای نقش خشایارشا، پنجمین شاه هخامنشی، در فیلم‌های ۳۰۰ (۲۰۰۶) و ۳۰۰: ظهور یک امپراتوری (۲۰۱۴)، رائول کاسترو در فیلم چه (۲۰۰۸)، عیسی مسیح در فیلم بن‌ هور (۲۰۱۶) و هلنو دی فریتاس در فیلم هلنو (۲۰۱۲) شناخته شده‌است. از دیگر فیلم‌های معروفی که وی در آن‌ها به ایفای نقش پرداخته‌است، می‌توان به کاراندیرو (۲۰۰۳)، در واقع عشق (۲۰۰۳) و دوستت دارم فیلیپ موریس (۲۰۰۹) و مجموعه‌های تلویزیونی لاست (۲۰۰۶) و وست‌ورلد (۲۰۲۰-۲۰۱۶) اشاره کرد. سانتورو به عنوان صداپیشه در انیمیشن‌های ریو (۲۰۱۱)، ریو ۲ (۲۰۱۴) و فیلم کوتاه رالف را نجات دهید (۲۰۲۱) و نسخه برزیلی انیمیشین‌های استوارت کوچولو (۱۹۹۹)، استوارت کوچولو ۲ (۲۰۰۲) و کلاوس (۲۰۱۹) حضور داشته‌است.

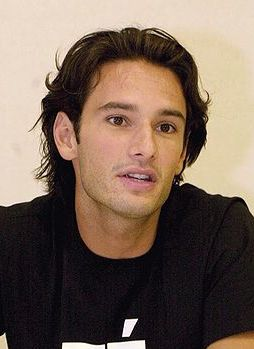
سانتورو در سال ۲۰۰۳

سانتورو در سال ۲۰۰۴، موفق به دریافت جایزه شوپارد بازیگر نوظهور مرد از سوی جشنواره فیلم کن گردید.

## فیلم‌شناسی

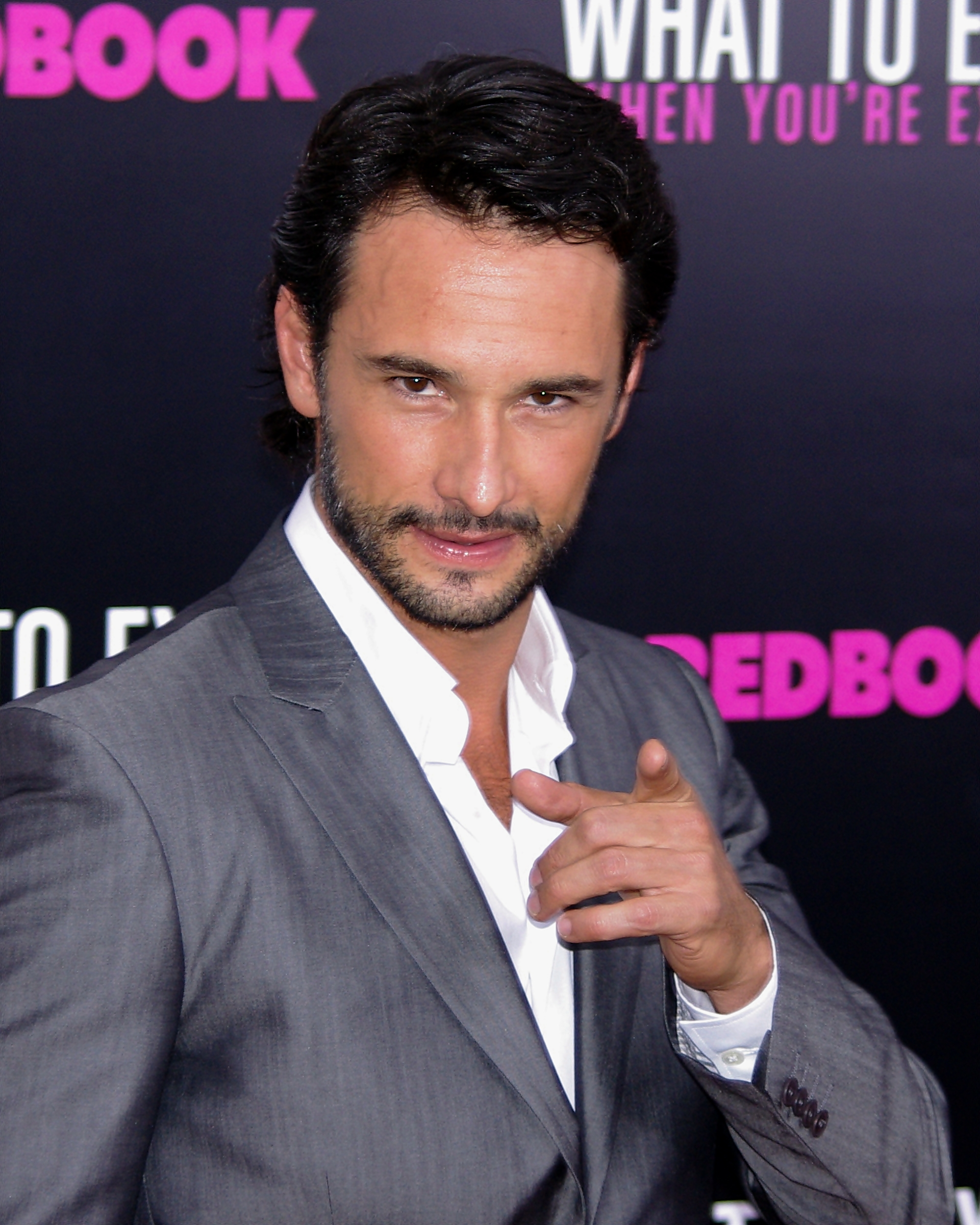
سانتورو در فرش قرمز فیلم وقتی حامله هستی باید منتظر چه چیزی باشی، ۹ مه ۲۰۱۲ در نیویورک

### سینما
| سال  | عنوان                                   | نقش                 | یادداشت           |
| ---- | --------------------------------------- | ------------------- | ----------------- |
| ۱۹۹۹ | استوارت کوچولو                          | استوارت کوچولو      | صدا (نسخه بزریلی) |
| ۲۰۰۱ | پشت خورشید                              | ویلسون سوزا نتو     |                   |
| ۲۰۰۲ | استوارت کوچولو ۲                        | استوارت کوچولو      | صدا (نسخه برزیلی) |
| ۲۰۰۳ | بهار رمی خانم استون                     | مرد جوان            |                   |
| ۲۰۰۳ | کاراندیرو                               | لیدی دی             |                   |
| ۲۰۰۳ | فرشتگان چارلی: زدن به سیم آخر           | رندی امرس           |                   |
| ۲۰۰۳ | در واقع عشق                             | کارل                |                   |
| ۲۰۰۶ | ۳۰۰                                     | خشایارشا            |                   |
| ۲۰۰۸ | کمربند قرمز                             |                     |                   |
| ۲۰۰۸ | چه                                      | رائول کاسترو        |                   |
| ۲۰۰۹ | دوستت دارم فیلیپ موریس                  | جیمی کمپل           |                   |
| ۲۰۰۹ | پست‌گرد                                  | دیوید سانتیاگو      |                   |
| ۲۰۱۰ | جای اژدها                               | اوریول              |                   |
| ۲۰۱۱ | ریو                                     | تالیو/گوینده فوتبال | صدا               |
| ۲۰۱۲ | هلنو                                    | هلنو دی فریتاس      |                   |
| ۲۰۱۲ | وقتی حامله هستی باید منتظر چه چیزی باشی | الکس کستیلو         |                   |
| ۲۰۱۳ | آخرین مقاومت                            | فرانک مارتینز       |                   |
| ۲۰۱۴ | ۳۰۰: ظهور یک امپراتوری                  | خشایارشا            |                   |
| ۲۰۱۴ | ریو ۲                                   | تالیا               | صدا               |
| ۲۰۱۴ | ریو، دوستت دارم                         | ال                  |                   |
| ۲۰۱۵ | تمرکز                                   | رافائل گاریگا       |                   |
| ۲۰۱۵ | ۳۳                                      | لارنس گلبورن        |                   |
| ۲۰۱۵ | جین اسلحه دارد                          | فیتچم               |                   |
| ۲۰۱۶ | بن هور                                  | عیسی مسیح           |                   |
| ۲۰۱۶ | پله: تولد یک افسانه                     | گوینده برزیلی       |                   |
| ۲۰۱۹ | کلاوس                                   | جسپر                | صدا (نسخه برزیلی) |
| ۲۰۲۰ | پروژه قدرت                              | بیگی                |                   |
| ۲۰۲۱ | رالف را نجات دهید                       | خرگوش               | صدا؛ فیلم‌کوتاه    |

### تلویزیون
| سال       | عنوان   | نقش            | یادداشت                                   |
| --------- | ------- | -------------- | ----------------------------------------- |
| ۲۰۰۶      | لاست    | پائولو فرناندز | نقش اصلی، (فصل ۳)                         |
| ۲۰۱۶-۲۰۲۰ | وست‌ورلد | هکتور اسکاتون  | نقش اصلی، (فصل ۲-۱) بازیگر مهمان، (فصل ۳) |
| ۲۰۱۹      | جبران   | جوئل کلی       | نقش اصلی                                  |

## جوایز و نامزدی‌ها

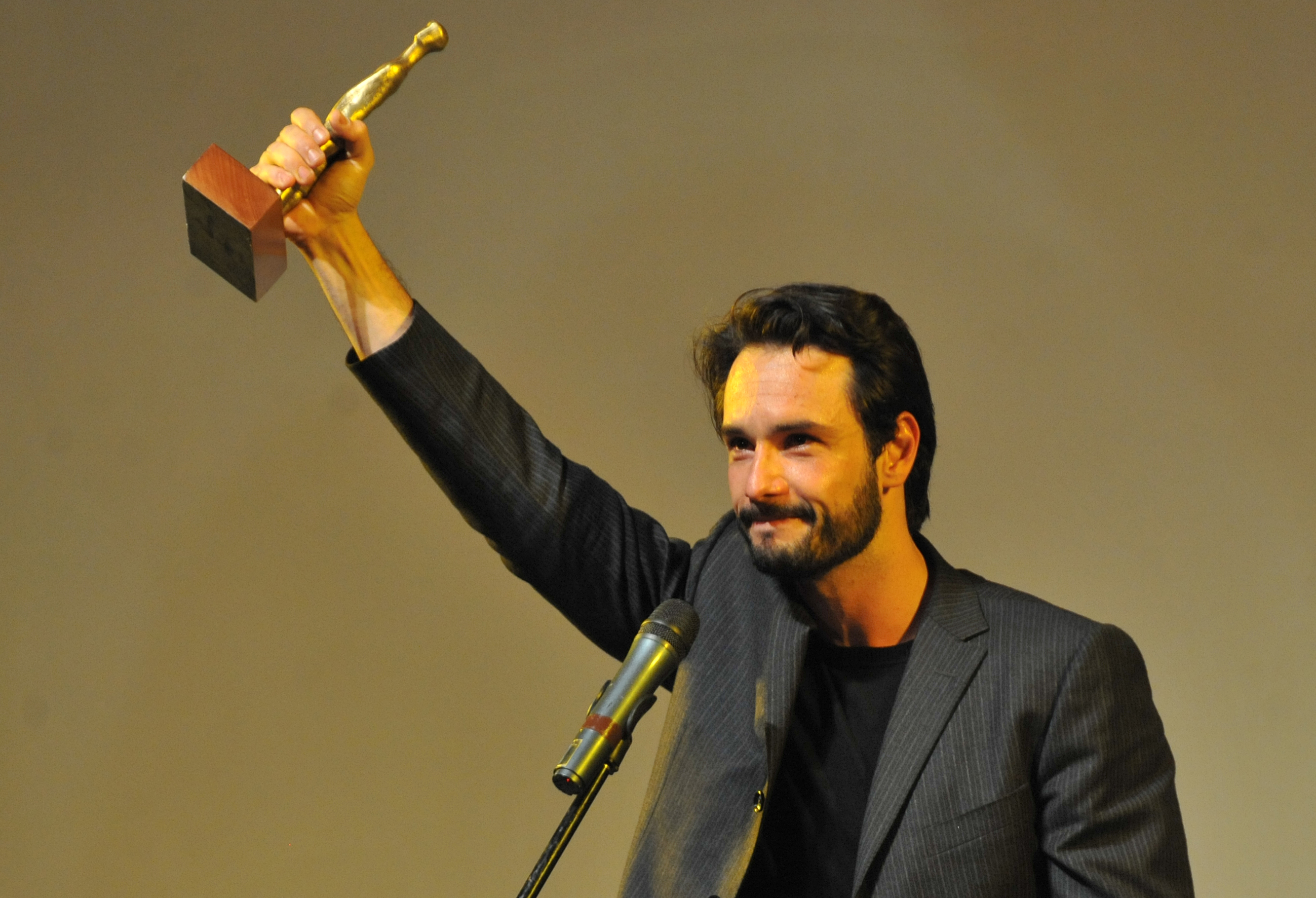
سانتورو در چهل‌و‌چهارمین جشنواره فیلم برزیل در سال ۲۰۱۱

| سال  | جایزه                            | دسته‌بندی                                       | نتیجه    |
| ---- | -------------------------------- | ---------------------------------------------- | -------- |
| ۲۰۰۰ | جشنواره فیلم برزیل               | بهترین بازیگر نقش اول مرد برای فیلم پشت خورشید | پیروز    |
| ۲۰۰۲ | جشنواره فیلم کارتاگنا            | بهترین بازیگر نقش اول مرد برای فیلم پشت خورشید | پیروز    |
| ۲۰۰۳ | جشنواره فیلم برزیل               | بهترین بازیگر نقش اول مرد برای فیلم کاراندیرو  | پیروز    |
| ۲۰۰۴ | جشنواره کن                       | جایزه شوپارد بازیگر نوظهور مرد                 | پیروز    |
| ۲۰۰۷ | جایزه سینمایی و تلویزیونی ام‌تی‌وی | بهترین نقش منفی برای فیلم ۳۰۰                  | نامزدشده |

### دیگر افتخارات
- خودریگو سانتورو در سال‌های ۲۰۰۴ و ۲۰۰۶ از سوی مجله پیپل به عنوان یکی از جذاب‌ترین مردان جهان انتخاب شده‌است.